# Lukov u Zlína
Lukov (deutsch: Groß Lukau) ist eine Gemeinde im Okres Zlín in Tschechien.

## Geschichte
Die Geschichte des Ortes ist eng mit der nahegelegenen gleichnamigen Burganlage verbunden. Die erste Erwähnung des Ortsnamens stammt aus dem Jahr 1235, das erste schriftliche Zeugnis über die Existenz der Burg datiert von 1332. Die ursprünglich königliche Herrschaft kam im 14. Jahrhundert in adligen Besitz und gehörte bis zum Beginn des 16. Jahrhunderts dem Haus Sternberg. Ab 1512 wechselten sich mehrere Besitzer ab, darunter die Herren von Kunstadt. 1607 gelangte es an Lukrezia Nekeš von Landek (Lukrécie Nekšovna z Landeka), verwitwete von Witschkow (z Vícková), die sich 1609 in zweiter Ehe mit Albrecht Wenzel Eusebius von Waldstein vermählte und fünf Jahre später verstarb. 1625 trat Waldstein Lukov an den böhmischen König Ferdinand II. ab, der die Herrschaft an Stephan Schmidt von Freihofen übergab. Das ehemals reiche Gut war zu diesem Zeitpunkt bereits stark verschuldet. Von Stephan Schmidt kam es 1628 an die Herren Minkwitz von Minkwitzburg und musste von diesen, da die finanziellen Schwierigkeiten andauerten, 1710 für 240.000 Gulden und 3.000 Gulden Schlüsselgeld an die Herren von Rottal veräußert werden. 1724 verkaufte Jan von Rottal das Gut weiter an Graf Johann Friedrich von Seilern und Aspang, dessen Nachkommen den Besitz bis 1945 hielten. Die Gutsverwaltung wurde am Ende des 18. Jahrhunderts in den Ort verlegt und die Burg dem Verfall preisgegeben.

## Sehenswürdigkeiten
- Ruine der Burg Lukov in den Hosteiner Bergen, nördlich des Dorfes
- Barocke herrschaftliche Brauerei (ausgebaut 1769)
- Schloss Lešná mit Zoo Zlín-Lešná, südwestlich von Lukov

## Persönlichkeiten, die vor Ort gewirkt haben
- Der Dramatiker Franz Grillparzer war hier 1812–1813 Hauslehrer des jungen Grafen von Seilern.